# Survivor Series (2009)
Survivor Series 2009 fou la vint-i-tresena edició de les Survivor Series, un programa televisiu de pagament de lluita lliure professional realitzat per la World Wrestling Entertainment. S'emeté el 22 de novembre del 2009 des del Verizon Center de Washington D.C..

## Resultats
- Dark match: Santino Marella va derrotar a Chavo Guerrero amb un "Roll-up".

- Team Miz (The Miz, Drew McIntyre, Sheamus, Dolph Ziggler & Jack Swagger) derrotaren al Team Morrison (John Morrison, Matt Hardy, Evan Bourne, Shelton Benjamin & Finlay) en un Survivor Series Tradicional Match.

| N° d'eliminació | Lluitador                                   | Equip                                       | Eliminat per                                | Técnica d'eliminació                        | Temps                                       |
| --------------- | ------------------------------------------- | ------------------------------------------- | ------------------------------------------- | ------------------------------------------- | ------------------------------------------- |
| 1               | Dolph Ziggler                               | Team Miz                                    | Evan Bourne                                 | "Air Bourne"                                | 03:57                                       |
| 2               | Evan Bourne                                 | Team Morrison                               | Drew McIntyre                               | "Future Shock"                              | 04:11                                       |
| 3               | Finlay                                      | Team Morrison                               | Sheamus                                     | "Bicycle Kick"                              | 05:09                                       |
| 4               | Jack Swagger                                | Team Miz                                    | John Morrison                               | "Starship Pain"                             | 12:09                                       |
| 5               | Shelton Benjamin                            | Team Morrison                               | The Miz                                     | "Skull Crushing Finale"                     | 14:58                                       |
| 6               | Matt Hardy                                  | Team Morrison                               | Drew McIntyre                               | "Future Shock"                              | 17:10                                       |
| 7               | John Morrison                               | Team Morrison                               | Sheamus                                     | "Celtic Cross"                              | 20:54                                       |
| Supervivents:   | Drew McIntyre, Sheamus & The Miz (Team Miz) | Drew McIntyre, Sheamus & The Miz (Team Miz) | Drew McIntyre, Sheamus & The Miz (Team Miz) | Drew McIntyre, Sheamus & The Miz (Team Miz) | Drew McIntyre, Sheamus & The Miz (Team Miz) |
- Batista derrotà a Rey Mysterio
  - L'arbitre va parar el combat al detectar que Mysterio no podia continuar.
  - Després de la lluita, Batista li aplicà un "Spinebuster" a Mysterio sobre una cadira.

- Team Kingston (Kofi Kingston, MVP, Mark Henry, R-Truth & Christian) derrotaren al Team Orton (Randy Orton, Ted DiBiase, Cody Rhodes, CM Punk & William Regal) en un Survivor Series Tradicional Match.

| Nº d'eliminació | Lluitador                     | Equip                         | Eliminat per                  | Tècnica d'eliminació          | Temps                         |
| --------------- | ----------------------------- | ----------------------------- | ----------------------------- | ----------------------------- | ----------------------------- |
| 1               | Mark Henry                    | Team Kingston                 | Randy Orton                   | "RKO"                         | 01:48                         |
| 2               | R-Truth                       | Team Kingston                 | CM Punk                       | "Go To Sleep"                 | 03:07                         |
| 3               | Ted DiBiase                   | Team Orton                    | Christian                     | "Sunset Flip Roll-up"         | 05:04                         |
| 4               | William Regal                 | Team Orton                    | Montel Vontavious Porter      | "Drive By Kick"               | 06:42                         |
| 5               | MVP                           | Team Kingston                 | Cody Rhodes                   | "Cross Rhodes"                | 09:58                         |
| 6               | Cody Rhodes                   | Team Orton                    | Christian                     | "Killswitch"                  | 11:34                         |
| 7               | Christian                     | Team Kingston                 | Randy Orton                   | "RKO"                         | 13:16                         |
| 8               | CM Punk                       | Team Orton                    | Kofi Kingston                 | "Roll-up"                     | 20:30                         |
| 9               | Randy Orton                   | Team Orton                    | Kofi Kingston                 | "Trouble in Paradise"         | 20:40                         |
| Supervivientes: | Kofi Kingston (Team Kingston) | Kofi Kingston (Team Kingston) | Kofi Kingston (Team Kingston) | Kofi Kingston (Team Kingston) | Kofi Kingston (Team Kingston) |
- The Undertaker derrotà a The Big Show & Chris Jericho retenint el WWE World Heavyweight Championship.
  - Undertaker forzà a Show a rendir-se amb un "Hell's Gate".

- Team Mickie (Mickie James, Eve Torres, Kelly Kelly, Melina & Gail Kim) derrotaren al Team Michelle (Michelle McCool, Jillian, Beth Phoenix, Layla & Alicia Fox) en un Survivor Series Tradicional Match.

| Nº d'eliminació | Lluitadora                          | Equip                               | Eliminada per                       | Técnica d'eliminació                | Temps                               |
| --------------- | ----------------------------------- | ----------------------------------- | ----------------------------------- | ----------------------------------- | ----------------------------------- |
| 1               | Layla                               | Team Michelle                       | Kelly Kelly                         | "Modified K2"                       | 01:14                               |
| 2               | Gail Kim                            | Team Mickie                         | Michelle McCool                     | "Faith Breaker"                     | 02:04                               |
| 3               | Jillian                             | Team Michelle                       | Eve Torres                          | "Sunset Flip"                       | 03:34                               |
| 4               | Eve Torres                          | Team Mickie                         | Beth Phoenix                        | "Glam Slam"                         | 03:54                               |
| 5               | Kelly Kelly                         | Team Mickie                         | Beth Phoenix                        | "Glam Slam"                         | 04:08                               |
| 6               | Beth Phoenix                        | Team Michelle                       | Mickie James                        | "Crucifix roll-up"                  | 04:43                               |
| 7               | Alicia Fox                          | Team Michelle                       | Mickie James                        | "Top-rope Thesz Press"              | 06:24                               |
| 8               | Michelle McCool                     | Team Michelle                       | Melina                              | "LA Sunset"                         | 10:38                               |
| Supervivientes: | Melina & Mickie James (Team Mickie) | Melina & Mickie James (Team Mickie) | Melina & Mickie James (Team Mickie) | Melina & Mickie James (Team Mickie) | Melina & Mickie James (Team Mickie) |
- John Cena derrotà a Triple H i Shawn Michaels retenint el WWE Championship.
  - Cena cubrí a Triple H després d'aplicar un "Attitude Adjustment" a Michaels sobre Triple H.